# Caballo de madera (instrumento de tortura)

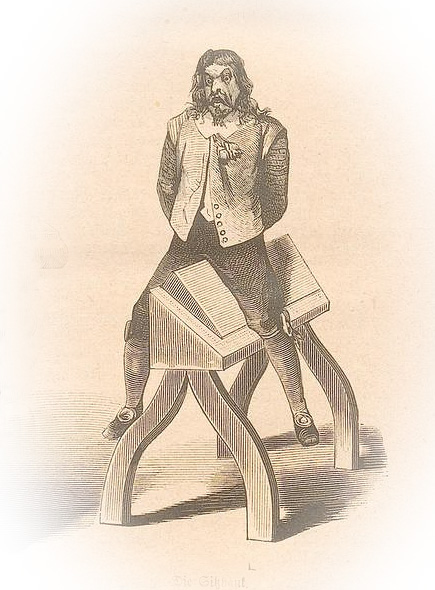
Una ilustración de un caballo de tortura de la variedad burro español.

El Caballo de madera o más conocido como el burro español (francés : chevalet) era un instrumento de tortura que se empezó a usar en la inquisición francesa y luego en la Española y Alemana, y luego llegó a América, durante el período colonial, practicado por los ingleses y holandeses que se establecieron allí. Su diseño era una caja de madera triangular con un extremo superior muy afilado, tiene cuatro patas fijadas a un soporte, de unos 6 o 7 pies (1,8 a 2,1 metros). Al condenado se le ponía cadenas con peso en los tobillos a cada lado para hacer que la piel se desgarrara. Lo que causaba un dolor severo al condenado en la entrepierna y en los glúteos, pero en una variante la víctima se dividiría en dos.